# Faustino Pérez
El comandante Faustino Pérez Hernández (15 de febrero de 1920-24 de diciembre de 1992) fue un revolucionario, político y médico cubano, integrante del Movimiento 26 de Julio, que actuó en la Revolución cubana de 1959 y desempeñó diversos cargos en el gobierno, destacándose el de presidente del Instituto Nacional de Recursos Hidráulicos.

## Biografía

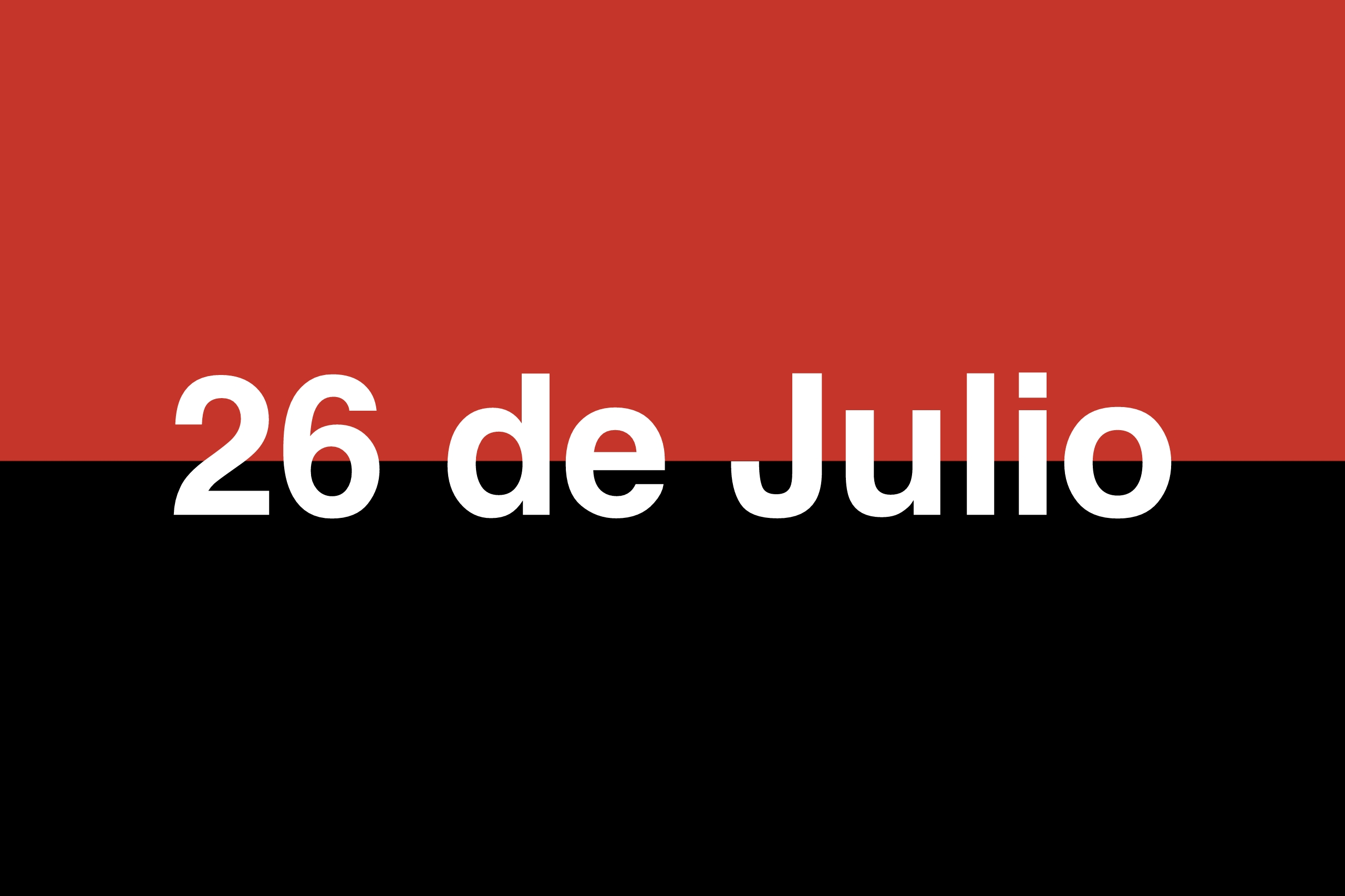
Bandera del Movimiento 26 de julio

Faustino Pérez nació en un área rural, La Larga, de Zaza del Medio, actualmente provincia de Sancti Spíritus. Sus padres descendían de colonos canarios procedentes de Los Llanos de Aridane (La Palma), llegados a la isla a finales del siglo XIX. A los 11 años su familia se instaló en la ciudad de Cabaiguán.
Con el fin de combatir a la dictadura de Fulgencio Batista, Pérez fundó en Cabaiguán el Movimiento Nacional Revolucionario (MNR). En 1955 integró la primera Dirección Nacional del Movimiento 26 de Julio dirigido por Fidel Castro, dedicándose a establecer el mismo en su propia ciudad. En 1956 se exilió en México formando parte del grupo de 82 guerrilleros que, liderados por Fidel Castro, se embarcó en el yate Granma el 2 de diciembre de 1956. Fue uno de los 22 hombres que sobrevivieron a la emboscada de Combate de Alegría de Pío y que logró instalarse en Sierra Maestra.
Siguiendo órdenes del comandante  Fidel Castro, estuvo encargado de organizar la lucha clandestina y las tareas de apoyo a la guerrilla en "el llano". En 1958 se reintegró al ejército guerrillero de Sierra Maestra donde se desempeñó como Jefe de la A.C.T.L. (Administración Central de los Territorios Libres), participó en diferentes batallas y acciones, acompañando a Fidel Castro en su ingreso a La Habana.
Una vez triunfante la Revolución cubana se recibió de médico, al no haber querido antes que su título estuviese rubricado por un ministro del régimen batistiano, y desempeñó diversos cargos. Fue ministro de Recuperación de Bienes Malversados y director de la Sanidad Militar. Tuvo a su cargo la lucha contra grupos guerrilleros contrarios al gobierno de Fidel Castro en el Escambray y combatió en la invasión de Bahía de Cochinos. También se desempeñó como presidente del Instituto Nacional de Recursos Hidráulicos, Embajador en la República de Bulgaria, Jefe de la Oficina de Atención a los Órganos Locales del Poder Popular y Director de la Empresa Agroforestal "Victoria de Girón". Hasta su muerte en 1992 fue miembro del Comité Central del Partido Comunista de Cuba y Diputado a la Asamblea Nacional del Poder Popular.